# Teatro Central (Sevilla)

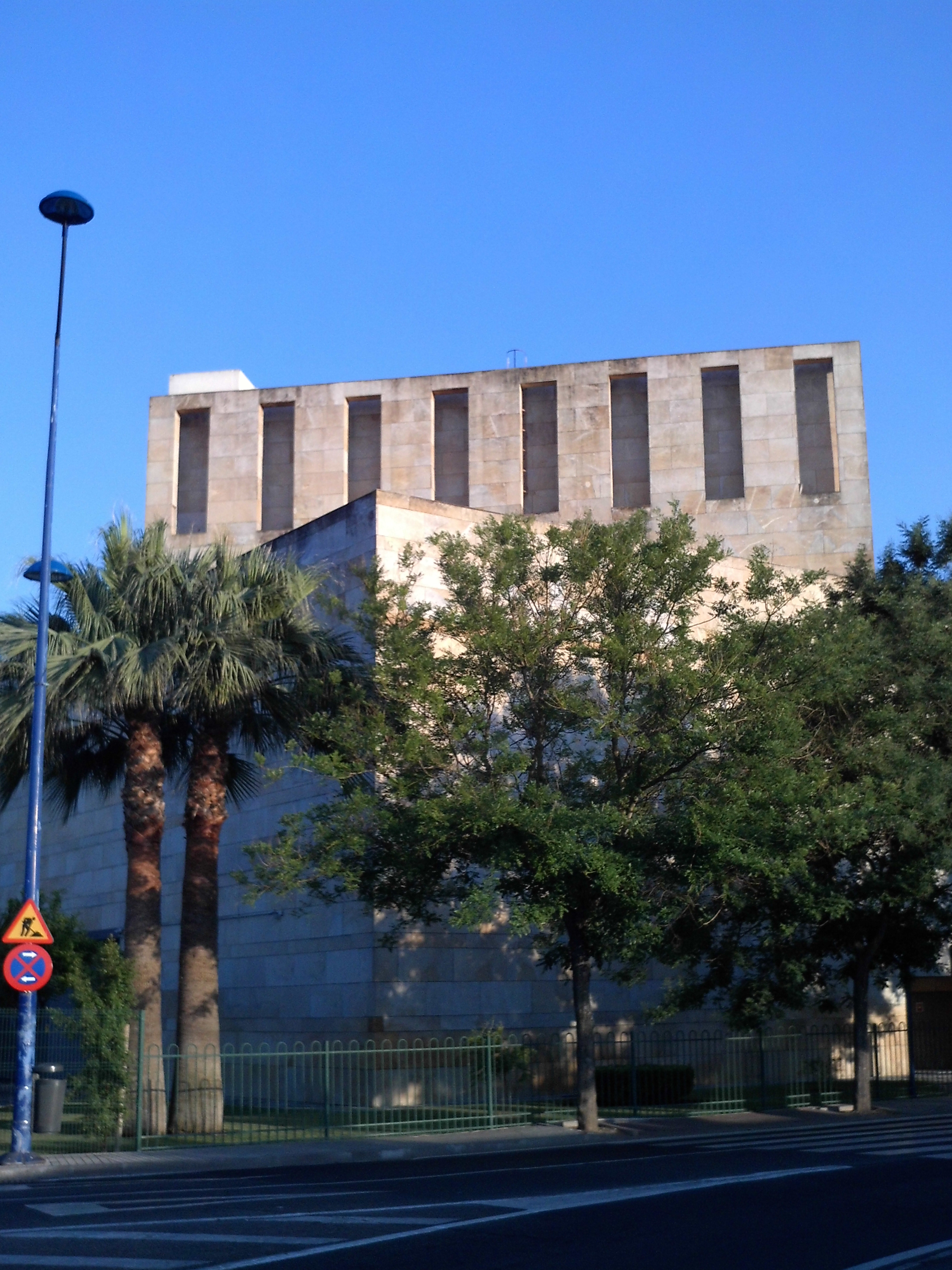
Fachada del teatro.

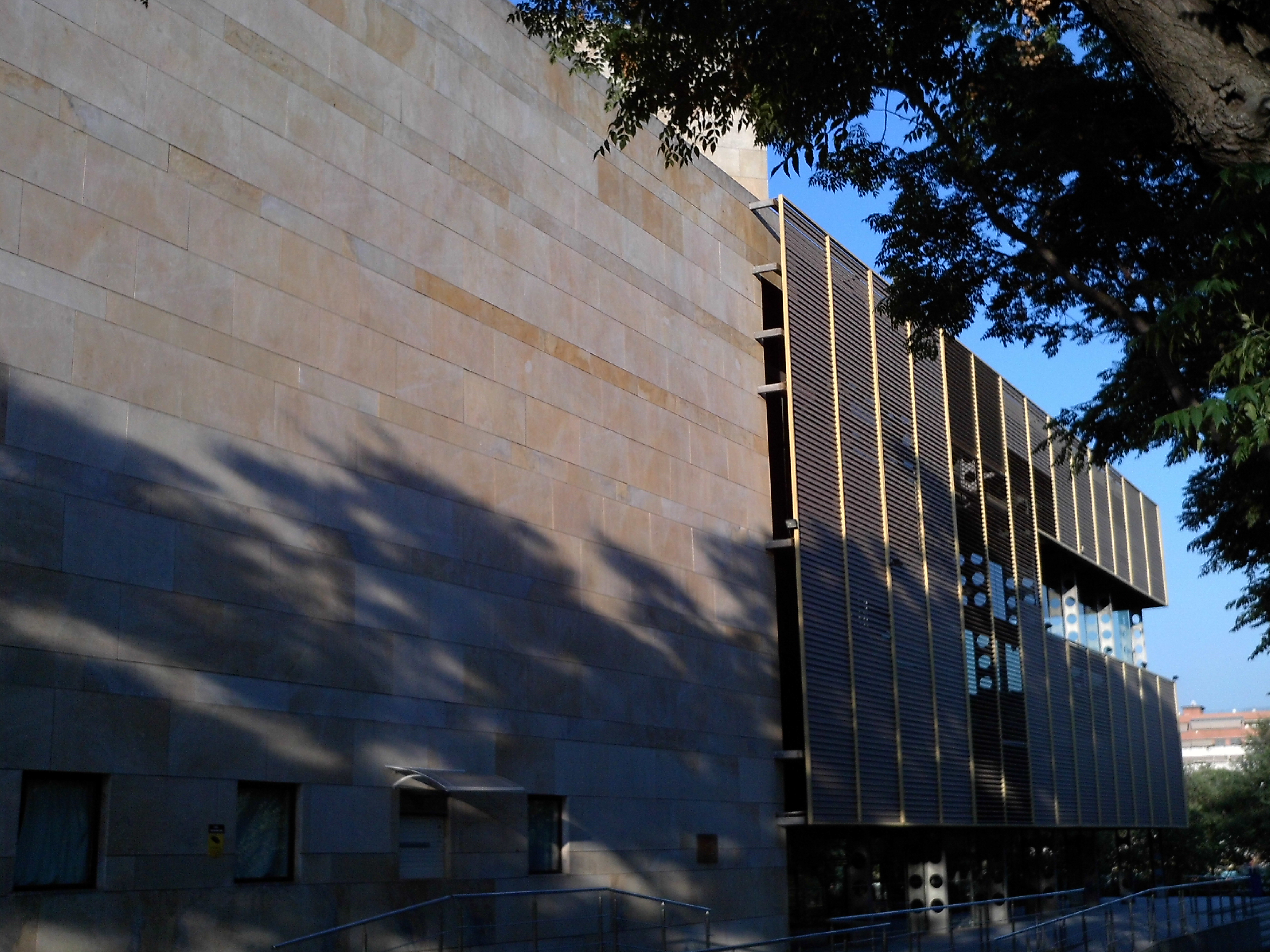
Fachada del teatro.

El teatro Central se inauguró en 1992 en los terrenos del que fue el recinto de la Exposición Universal, en la Isla de la Cartuja, Sevilla, Andalucía, España.

## Historia
En 1990 el Banco Central anunció su intención de patrocinar un nuevo teatro, que se ubicaría en el recinto de la Exposición del 92 y que subsistiría tras el fin de la muestra. Este teatro tendría un presupuesto máximo de 1500 millones de pesetas. El edificio fue diseñado por Gerardo Ayala.
Este proyecto se sumó a otros muchos, que llenarían la ciudad de un programa de representaciones de ópera, música clásica, teatro clásico, teatro vanguardista y folclóricas durante 1992. Otras infraestructuras creadas entonces fueron el teatro de la Maestranza y el auditorio de la Cartuja.
La finalización de este edificio fue una de las que más se retrasó de la Expo. A partir del 27 de febrero hubo una serie de conciertos con poco aforo para realizar las pruebas de las instalaciones. La Expo tuvo lugar entre el 20 de abril y el 12 de octubre. El mismo 20 de abril se inauguró el teatro para el gran público con la obra La Gallarda, de Rafael Alberti, a la que siguieron otras. Desde agosto hasta comienzos de octubre del 92 se realizó un ciclo de teatro español contemporáneo. El Centro Andaluz de Teatro trajo al director húngaro George Tabori para presentar la obra El gran inquisidor, de Dostoyevski, durante tres días de octubre de ese año, tras el ciclo de teatro español.
En la actualidad está gestionado por la Agencia Andaluza de Instituciones Culturales.